# Jebel Bouhalla
Jebel Bouhalla és una muntanya del nord del Marroc, a la regió de Tànger-Tetuan-Al Hoceima. Es tracta de la segona muntanya més alta de la serralada del Rif. Diferents fonts li atribueixen una altitud de 1.414, 1.848 o 2.170 msnm.